# Oro de Tolosa

La migración de los volcas tectósages, en la que se basa la semi-leyenda del Oro de Tolosa.

El Oro de Tolosa (Aurum Tolosanum) es una tradición literaria, envuelta en un halo mitológico y legendario, cuyo fundamento no es bien conocido, puesto que a las frecuentes menciones en la época imperial, procedentes de fuentes griegas y latinas, se les da un valor histórico casi nulo.
La historia del Oro de Tolosa es la de un tesoro inmenso, proveniente del hipotético y sacrílego saqueo del Templo de Apolo en Delfos durante la invasión celta de los Balcanes en 279 a. C. En esta incursión tomaron parte un contingente heterogéneo de celtas. Tras esta invasión, una parte de la tribu de los volcas tectósages, uniéndose a la onda de retorno, habría conducido el tesoro hasta la Galia meridional para depositarlo en un santuario celta próximo a Tolosa. El aura de maldición que acompañaba a aquel botín habría sido el motivo de la derrota padecida por los romanos ante los teutones en la batalla de Arausio.

## La expedición celta delsigloIIIa.C.
En la tradición sobre su procedencia sacrílega, concurren muchos elementos históricos, pero mezclados con ingredientes mitológicos y legendarios: los sitiadores del santuario griego, por ejemplo, habrían sido rechazados gracias a la intervención divina de Apolo, ayudado por la divinidad Hiperbórea. En aquella refriega el mismo Breno, el jefe de los invasores, quedó gravemente herido y el ejército celta emprendió una maniobra de repliegue: Breno, agonizante por sus heridas, murió durante el viaje de vuelta.
La mayoría de la expedición tuvo destinos diferentes: una parte regresó a la llanura panónica, el este de Europa y la Galia, mientras que unos cuantos se establecieron en las nuevas tierras conquistadas: su unión con los nativos provocó la etnogénesis de la confederación escordisca y el nacimiento de los reinos de Galacia y Tylis.

## La tradición romana
A la tradición griega del fallido asalto al templo de Apolo por parte del ejército celta, gracias a la intervención divina, la tradición romana prefiere una versión diferente, con una marcada intención anticelta.
En la literatura romana, la expedición alimentó la leyenda literaria de aquel fabuloso tesoro - el Aurum Tolosanum, cerca de 70 toneladas de oro - que los romanos hallaron en el año 105 a. C. en un santuario céltico cercano a la ciudad de Tolosa.
Según la tradición, aquel tesoro estaba compuesto del botín saqueado en Delfos, posteriormente trasladado a la Galia, después de varios hechos, por mano de una parte de los miembros de la tribu de los volcas tectósages, un pueblo proveniente de la zona de Galitzia, que luego emigró a la región alrededor de Tolosa.

### El oro maldito y la derrota romana en Arausio
En la tradición romana, los hechos relacionados con el oro de los tectósages se embozaron en un aura maldita, relacionada con su origen sacrílego. El procónsul de la Galia Transalpina Quinto Servilio Cepión, el cual había derrotado un año antes la insurrección de los volcas, fue acusado de sustraer una parte del tesoro de Tolosa simulando un asalto de forajidos a la caravana que transportaba el oro hasta la ciudad portuaria de Massalia, desde donde sería trasladado a Roma.
Pero la maldición que acompañaba al tesoro habría vuelto a aparecer tras la segunda sustracción sacrílega. El «oro maldito de Delfos», se supone, habría sido la causa de la humillante derrota de Servilio Cepión ante los teutones y cimbrios en la batalla de Arausio (cerca de la actual Orange), padecida al año siguiente al robo del tesoro. Caído en desgracia por su derrota, Cepión fue acusado por el tribuno Norbano y condenado a muerte. Su familia cayó en desgracia y por ello sus hijos tuvieron que dedicarse a la prostitución, mientras que de él no se conoce exactamente su fin. Quizás la sentencia se ejecutó o, en cambio, como cuentan otras fuentes, acabó sus días desterrado en la ciudad de Esmirna, en Asia Menor.

## ElOro de Tolosaen la literatura
En sus novelas relacionadas con la antigua Roma, la escritora australiana Colleen McCullough hace mención al robo del tesoro por parte de Servilio Cepión. En las novelas Cepión es desterrado, pero consigue que su hijo, Quinto Servilio Cepión, herede el tesoro comprando propiedades en la Galia Cisalpina y poniéndolas a nombre de testaferros.